# Bulbophyllum rosemarianum
Bulbophyllum rosemarianum là một loài phong lan thuộc chi Bulbophyllum.